# Ричингс, Джулиан
Джулиан Ричингс (англ. Julian Richings; род. 30 августа 1955, Оксфорд) — канадский актёр английского происхождения. Наиболее известен по роли Смерти в сериале «Сверхъестественное», а также Трехпалого в кинофильме «Поворот не туда».

## Биография
Ричингс родился в городе Оксфорд, графстве Оксфордшир на юге Англии. Изначально принимал участие в постановках театрального кружка Эксетерского университета. После окончания обучения вступил в театральную группу, много переезжал с места на место, пока не осел в Канаде.
После тура по США, совместно со своим театром, Ричингс переехал в канадский Торонто в 1984 году. В течение следующих пяти лет, Ричингс стал постоянным актёром второго сезона сериала «Война миров». Затем последовало множество других ролей, и в 1996 году он стал известен среди критиков по роли сильной, стареющей, легенды панк-рока Баки Хайта в фильме «Эмблема тяжелого рока». В 1997 году Ричингс появился в незначительной роли в фильме «Куб». Затем, в 1999 году, он сыграл роль в научно-фантастическом фильме «Похитители прошлого».
В 2000 году появился в роли Белланджера в фильме «Золотая пыль» и был номинирован на премию «Джини» за лучшую мужскую роль второго плана. В 2015 году появился в эпизодической роли в фильме «Возвращение» с Эммой Уотсон. С 2010 по 2015 год играл роль смерти в сериале «Сверхъестественное».

## Фильмография
- 1997—1999 — Её звали Никита — Эррол Спаркс
- 1997 — Куб — Альдерсон
- 1999 - Амазония (сериал) -  старейшина Малакай"
- 2000 — Золотая пыль — Белланджер
- 2003 — Поворот не туда — Трех-палый
- 2003 — Моя жизнь без меня — доктор Томпсон
- 2005—2015 — Сверхъестественное — Смерть
- 2006 — Люди Икс: Последняя битва — Организатор театрального представления
- 2007 — Пила 4 — Бродяга
- 2007 — Пристрели их — Водитель Герца
- 2009 — Выживание мертвецов
- 2010 — Перси Джексон и Похититель молний — Перевозчик
- 2013 — Перевозчик — мафиози
- 2013 — Невероятное путешествие мистера Спивета — Рикки
- 2013 — Человек из стали — Лор-Эм
- 2013 — Колония — Лейланд
- 2015 — Ведьма
- 2018 — Волшебники — Астарот (1 эпизод)
- 2019 — Полярный — Ломас
- 2020 — Реинкарнация: Пришествие дьявола — Генри
- 2021 — Поступь хаоса — Голт
- 2023 — Все страхи Бо
- 2022—2024 — Вампир Реджинальд — Логан Неутолимый

## Озвучивание видеоигр
- 2015 — Assassin's Creed Syndicate — Чарльз Дарвин
- 2018 — Starlink: Battle for Atlas — Гракс
- 2020 — Watch Dogs: Legion